# Tarrós
Tarrós è un comune dell'Ungheria di 116 abitanti (dati 2008) situato nella contea di Baranya, nella regione del Transdanubio Meridionale.